# Rukia Kuchiki
Rukia Kuchiki (jap. 朽木ルキア  Kuchiki Rukia) – jedna z głównych bohaterek mangi i anime Bleach. To ona wprowadziła Ichigo w świat shinigami czym wywróciła jego dotychczasowe życie do góry nogami. Druga najpopularniejsza postać w Bleach.

## Informacje ogólne
Rukia jest shinigami z 13 Dywizji dowodzonej przez Jūshirō Ukitake. Jest dość kłótliwa, łatwo ją zdenerwować, co szczególnie dobrze wychodzi Ichigo. Jednak dobrze się rozumieją, wzajemnie pocieszają się w trudnych chwilach i ratują z opresji. Z całą pewnością największą wadą Rukii jest rysowanie: zarówno ludzi, shinigami jak i Hollow oraz wszystko inne przedstawia jako króliczki i misie w okularach słonecznych. Najgorsze jest jednak to, że najwyraźniej lubi rysować. Jej ulubionymi zwierzakami są króliki Chappy, kolekcjonuje rzeczy związane z ich wizerunkiem. Oprócz tego Rukia uczy się nowoczesnego japońskiego czytając komiksy. Jej zachowanie zmienia się razem z miejscem i ludźmi, wśród których się znajduje. W szkole staje się nienaturalnie miła i dziwna, na dodatek mówi innym głosem. Gdy jest wśród przyjaciół, wszystko wraca do normy. Czuje się także odpowiedzialna za Ichigo i często martwi się o niego. Chłopak denerwuje się tym i zawsze mówi, by mu zaufała.

## Historia
Podczas swojej pierwszej samotnej wyprawy do świata ludzi przypadkiem spotyka Ichigo Kurosaki. Ichigo zostaje zaatakowany przez potwora – hollowa, który ścigał go pragnąc jego bardzo silnej duszy. Rukia widząc co się dzieje, pozwala chłopakowi obronić siebie i rodzinę i przekazuje mu swoje moce. Tym samym obliguje go do pracy w charakterze substytuta shinigami czyli do walki z hollowami oraz wysyłania dobrych dusz, plusów, do zaświatów.
Rukia zostaje na Ziemi dłużej niż to z początku planowała, czekając aż jej moc się zregeneruje. Jednocześnie czuwa ona nad Ichigo i jego przejętymi od niej obowiązkami Boga Śmierci, poznając przy tym jak wygląda ludzkie życie. W wyniku wielu wspólnych przeżyć poznaje na Ziemi kilku nowych przyjaciół, do których bardzo szybko się przywiązuje (stara się tego jednak specjalnie nie okazywać). Ku zdziwieniu Rukii pojawiają się poważne trudności z przywróceniem mocy i musi ona zostać na Ziemi kilka miesięcy, o wiele za długo nawet jak na plan awaryjny. Jak się okazuje, nie wolno jej tak długo wizytować świata ludzi bez specjalnego zezwolenia (którego Rukia nie posiada). Ponadto oddała swą moc człowiekowi, co w kodeksie shinigami jest poważnym wykroczeniem. Jej gigai nie jest zapisane w oficjalnych rejestrach Soul Society, stąd służby Bogów Śmierci przez długi czas mają problem żeby ja namierzyć i ściągnąć z powrotem do domu. Nic jednak nie trwa wiecznie i zostaje ona w końcu zlokalizowana. W celu ściągnięcia jej z powrotem do Soul Society, na Ziemię wyruszają: dowódca 6 dywizji – Kuchiki Byakuya, jej przybrany brat, i jego zastępca – Abarai Renji, dawny przyjaciel. Mimo oporu ze strony Ichigo, Rukia wpada w ich ręce i zostaje doprowadzona przed władze Soul Society, które wydają nań wyrok niewspółmiernie wysoki do wartości przewinienia – karę śmierci. Ichigo i przyjaciele wyruszają jej na ratunek, dając tym początek wielkiej przygody w Soul Society, zakończonej bardzo intrygującym finałem.

## Zdolności
Rukia nie wydaje się na początku silnym shinigami. Jednak gdy odzyska swoje moce dowiadujemy się, że posiada jednak shikai i mogłaby być nawet zastępcą dowódcy oddziału (porucznikiem). Niestety, jej brat Byakuya dopilnował aby do tego nie doszło. Oprócz tego potrafi posługiwać się magią – Kidou. Renji uważa, że jest ona pożyteczna ze względu na swoją szybkość.

## Zanpakutou
Jej zanpakutou nazywa się Sode no Shirayuki (袖白雪, Śnieżnobiały Rękaw) i zaliczany jest do najpiękniejszego zanpakutou w całym Soul Society. Po uwolnieniu swojego miecza, staje się on całkowicie biały, a do rękojeści przymocowaną ma długą, białą wstęgę.

### Shikai
Sode no Shirayuki (袖白雪, Śnieżnobiały Rękaw) w zapieczętowanej formie jest zwykłą kataną.
Shikai: Komenda uwalniająca to „Mae, Sode no Shirayuki” (jap. 舞え,袖白雪, Tańcz, Sode no Shirayuki). Sode no Shirayuki jest najpiękniejszym lodowym zanpakutou w Soul Society. Wszystko, co jest związane z tym mieczem jest białe.
Specjalne zdolności shikai: Sode no Shirayuki posiada więcej niż jeden atak. Ma charakter lodowy, tak jak zanpakutou Tōshirō Hitsugayi – Hyōrinmaru. Sode no Shirayuki wykonuje tak zwane „tańce” (舞, taniec).
- Some no Mai – Tsukishiro (jap. 初の舞・月白, Pierwszy Taniec – Biały Księżyc) – stwarza na ziemi spory krąg w miejscu, którym wskazała Rukia. Zamraża wszystko co na ziemi i w powietrzu.
- Tsugi no Mai – Hakuren (jap. 次の舞・白漣, Następny Taniec – Biały Lotos) – emituje z ostrza olbrzymią falę, która zamraża wszystko na swojej drodze.
- San no Mai – Shirafune (jap. 参の舞・白刀, Trzeci Taniec – Biały Miecz) – Nakłada na miecz lód, który zamraża cel.
- Juhaku (jap. 樹白, Białe Drzewo) – po wbiciu katany w ziemię, tworzy szlak lodu w kierunku celu. Lód zamraża cel od podstawy.

### Bankai
Hakka no Togame

## Odbiór
Rukia Kuchiki została uznana szóstą najpopularniejszą bohaterką anime w 2004 roku przez miesięcznik Animage. Rok później powtórzyła to osiągnięcie. W sondażach popularności przeprowadzonych przez magazyn wydający mangę – Weekly Shōnen Jump, Rukia Kuchiki zajmowała 2. miejsce w trzech, spośród czterech przeprowadzonych sond.